# Sangre prohibida
Sangre prohibida (título original: Red Blooded American Girl) es una película canadiense de comedia, ciencia ficción y terror de 1990, dirigida por David Blyth, escrita por Allan Moyle, musicalizada por Jim Manzie, en la fotografía estuvo Ludek Bogner y los protagonistas son Andrew Stevens, Heather Thomas y Christopher Plummer, entre otros. El filme fue realizado por Prism Entertainment Corporation y SC Entertainment; se estrenó el 4 de octubre de 1990.

## Sinopsis
Una mujer es convertida en vampiro por un virus. El doctor que la está atendiendo contrata a un científico para hallar una solución. Él y la chica se enamoran intensamente, pero ella, con muchas ganas de beber sangre, huye y ocasiona problemas en la ciudad.